# Austrochthonius iguazuensis
Austrochthonius iguazuensis är en spindeldjursart som beskrevs av Vitali-di Castri 1975. Austrochthonius iguazuensis ingår i släktet Austrochthonius och familjen käkklokrypare. Inga underarter finns listade.